# Compsoctena minor
Compsoctena minor är en fjärilsart som beskrevs av Walsingham 1866. Compsoctena minor ingår i släktet Compsoctena och familjen Eriocottidae. Inga underarter finns listade i Catalogue of Life.